# Шелест, Алексей Нестерович

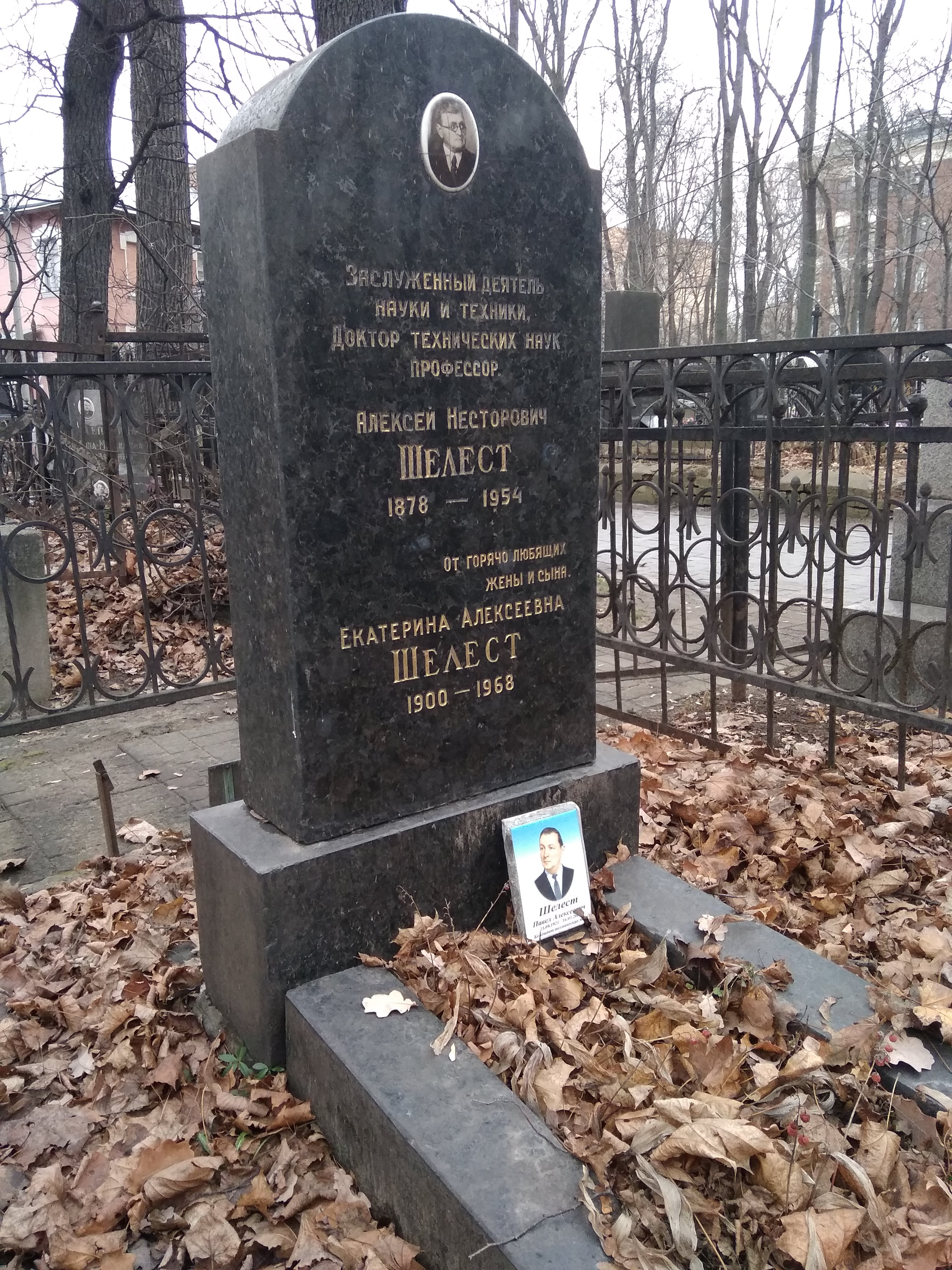

Алексей Нестерович Ше́лест (1878—1954) — советский теплотехник и машиностроитель. Лауреат Сталинской премии.

## Биография
Родился 11 (23 февраля) 1878 года в деревне Полуяново (ныне Черниговская область) в семье отставного солдата, участника Крымской войны Нестера Гордеевича Шелеста. Украинец.
Окончил Конотопское железнодорожное училище (1896). После учёбы работал слесарем Конотопских железнодорожных мастерских (1896), чертёжником службы тяги Киево-Воронежской дороги (1897). В 1902—1907 годах — на Люберецком заводе в должностях техника-конструктора, заведующего испытательной станцией завода, начальника технического отдела правления.
В 1907 году экстерном сдал экзамены за среднее учебное заведение и поступил в ИМТУ, где учился до 1915 года. Во время обучения, 22 ноября 1913 года подал заявку на изобретение локомотива с двигателем внутреннего горения (тепловоз) — см. Патент от 31 октября 1915 года.
В сентябре 1915 года защитил свой дипломный проект, став первым в России, кто защитил дипломный проект по тепловозам. Был оставлен на преподавательской работе в техническом училище.
Инициатор создания и многолетний руководитель (с 1928) кафедры тепловозостроения; с 1932 год профессор МВТУ; доктор технических наук. В 1927—1934 годах принимал участие в составлении «Технической энциклопедии» в 26-и томах под редакцией Л. К. Мартенса, автор статей по тематике «тепловозы».
Автор научных исследований «Закон темплоёмкостей» (1946).
Умер 8 января 1954 года в Москве. Похоронен на Введенском кладбище (13 уч.).

## Награды и премии
- Сталинская премия II степени (22 марта 1943) — за многолетние выдающиеся работы в области науки и техники
- заслуженный деятель науки и техники РСФСР (1932)
- орден Трудового Красного Знамени (1945) — в связи с 30-летием работы в МВТУ
- орден Ленина (1947)
- медали